# Pierre Romeijer
Jules Léon Pierre Ghislain (Pierre) baron Romeijer (Etterbeek, 28 juni 1930 - 12 juli 2018) was een Belgische chef-kok.

## Biografie
Romeijer was de zoon van Jules Romeijer en Anne Angeline Hanssen. Hij begon zijn carrière op 15-jarige leeftijd bij l’Auberge d’Alsace van Georges Michel in Brussel. Daarna werkte hij bij vele grote huizen, zoals het Savoy in Brussel bij Julien Vermeersch, Carlton (ook bij Vermeersch) en in het kasteel Belvédère tijdens de Expo 58. In 1955 won hij de prijs Prosper Montagné.
In 1966 begon Romeijer als chef-kok-eigenaar, eerst in Val Vert, later in zijn gelijknamige restaurant Romeyer in Hoeilaart (eerder Maison de Bouche geheten), dat drie Michelinsterren bezat vanaf 1983 tot zijn pensionering op 31 maart 1994. Hij was stichtend voorzitter van de Vereniging der Meester-Koks van België en van de Communauté européenne des Cuisiniers. Een culinaire prijs, Trophée Romeyer van de Eurotoques België is naar hem genoemd en werd in 2014 voor de tiende maal toegekend. Ook is de École Hôtelière Provinciale Pierre Romeyer te Waver naar hem genoemd. Hij was eredeken en emeritus eredeken van de Arbeid.
Romeijer was ridder in de Leopoldsorde en in de Leopold II-orde; hij was ridder in de Franse Ordre du Mérite agricole. In 2001 werd hij voorgedragen voor verheffing in de persoonlijke adel met de titel van baron, wat op 2 april 2002 effectief werd.